# Europese kampioenschappen inlineskaten 2010
De Europese kampioenschappen inline-skaten 2010 werden van 29 juli tot 7 augustus gehouden in San Benedetto del Tronto, Italië. Dit was verdeeld over wedstrijden op de piste van 29 juli tot 1 augustus en op de weg van 3 tot 7 augustus.
Het was de tweeëntwintigste editie van het Europees kampioenschap sinds de invoering van de huidige inline-skates. Het toernooi vond, in dat tijdsbestek, al zes maal eerder plaats in Italië.
Er waren twee inline-skaters die vijf keer Europees kampioen werden, dit zijn de Italiaanse Erika Zanetti en de Belg Bart Swings.

## Programma
Hieronder is het programma weergegeven voor dit toernooi.
| Piste      | Piste                             | Piste                             |
| Datum      | Mannen                            | Vrouwen                           |
| ---------- | --------------------------------- | --------------------------------- |
| 29 juli    | 300m Time trial 15000m Afvalkoers | 300m Time trial 10000m Afvalkoers |
| 30 juli    | 500m Sprint                       | 500m Sprint                       |
| 31 juli    | 10000m Punt + afval               | 10000m Punt + afval               |
| 1 augustus | 1000m Sprint 3000m Aflossing      | 1000m Sprint 3000m Aflossing      |

| Weg        | Weg                               | Weg                               |
| Datum      | Mannen                            | Vrouwen                           |
| ---------- | --------------------------------- | --------------------------------- |
| 3 augustus | 200m Time trial 20000m Afvalkoers | 200m Time trial 15000m Afvalkoers |
| 4 augustus | 500m Sprint                       | 500m Sprint                       |
| 5 augustus | 10000m Puntenkoers                | 10000m Puntenkoers                |
| 6 augustus | 5000m Aflossing                   | 5000m Aflossing                   |
| 7 augustus | Marathon                          | Marathon                          |

## Belgische deelnemers
| Mannen                                                                                   | Vrouwen       | Vrouwen |
| ---------------------------------------------------------------------------------------- | ------------- | ------- |
| Jore van den Berghe Wouter Hebbrecht Ferre Spruyt Bart Swings Maarten Swings Kwinten Tas | Hanne Wouters |         |

## Nederlandse deelnemers
| Mannen                                                                                           | Vrouwen                                                                                            |
| ------------------------------------------------------------------------------------------------ | -------------------------------------------------------------------------------------------------- |
| Crispijn Ariëns Ingmar Berga Gary Hekman Mark Horsten Sjoerd Huisman Michel Mulder Ronald Mulder | Anniek ter Haar Mariska Huisman Manon Kamminga Bianca Roosenboom Wilhelmina Schouten Elma de Vries |

## Medailleverdeling

### Mannen
| Piste                | Piste                                                     | Piste                                          | Piste                                                 |
| Afstand              | Goud ·                                                    | Zilver ·                                       | Brons ·                                               |
| -------------------- | --------------------------------------------------------- | ---------------------------------------------- | ----------------------------------------------------- |
| 300m Time trial      | Nicolas Pelloquin                                         | Andrea Peruzzo                                 | Ioseba Fernandez                                      |
| 500m Sprint          | Claudio Naselli                                           | Andrea Peruzzo                                 | Gwendal Lepivert                                      |
| 1000m Sprint         | Bart Swings                                               | Claudio Naselli                                | Patxi Peula                                           |
| 10.000m Punt. +afval | Bart Swings                                               | Matteo Amabili                                 | Patxi Peula                                           |
| 15.000m Afvalkoers   | Fabio Francolini                                          | Matteo Amabili                                 | Davide Amabili                                        |
| 3000m Aflossing      | Frankrijk Thomas Boucher Ewen Fernandez Nicolas Pelloquin | België Ferre Spruyt Bart Swings Maarten Swings | Italië Matteo Amabili Fabio Francolini Andrea Peruzzo |

| Weg                 | Weg                                                   | Weg                                                            | Weg                                                       |
| Afstand             | Goud ·                                                | Zilver ·                                                       | Brons ·                                                   |
| ------------------- | ----------------------------------------------------- | -------------------------------------------------------------- | --------------------------------------------------------- |
| 200m Time trial     | Matthias Schwierz                                     | Ronald Mulder                                                  | Joseba Fernandez                                          |
| 500m Sprint         | Ronald Mulder                                         | Michel Mulder                                                  | Matthias Schwierz                                         |
| 10.000m Puntenkoers | Bart Swings                                           | Crispijn Ariëns                                                | Ewen Fernandez                                            |
| 20.000m Afvalkoers  | Bart Swings                                           | Brian Lepine                                                   | Fabio Francolini                                          |
| 42.195m Marathon    | Ingmar Berga                                          | Bart Swings                                                    | Julien Sourisseau                                         |
| 5000m Aflossing     | België Jore van den Berghe Bart Swings Maarten Swings | Frankrijk Gwendal Lepivert Nicolas Pelloquin Julien Sourisseau | Italië Lorenzo Cassiolli Fabio Francolini Claudio Naselli |

### Vrouwen
| Piste                 | Piste                                          | Piste                                                | Piste                                                      |
| Afstand               | Goud ·                                         | Zilver ·                                             | Brons ·                                                    |
| --------------------- | ---------------------------------------------- | ---------------------------------------------------- | ---------------------------------------------------------- |
| 300m Time trial       | Erika Zanetti                                  | Nicoletta Falcone                                    | Desire Contenti                                            |
| 500m Sprint           | Erika Zanetti                                  | Jana Gegner                                          | Sabine Berg                                                |
| 1000m Sprint          | Desire Contenti                                | Jana Gegner                                          | Francesca Lollobrigida                                     |
| 10.000m Punt. + afval | Simona di Eugenio                              | Mariska Huisman                                      | Laura Lardani                                              |
| 10.000m Afvalkoers    | Laura Lardani                                  | Simona di Eugenio                                    | Mariska Huisman                                            |
| 3000m Aflossing       | Duitsland Sabine Berg Jana Gegner Mareike Thum | Italië Simona di Eugenio Laura Lardani Erika Zanetti | Nederland Mariska Huisman Manon Kamminga Bianca Roosenboom |

| Weg                 | Weg                                                             | Weg                                                      | Weg                                            |
| Afstand             | Goud ·                                                          | Zilver ·                                                 | Brons ·                                        |
| ------------------- | --------------------------------------------------------------- | -------------------------------------------------------- | ---------------------------------------------- |
| 200m Time trial     | Erika Zanetti                                                   | Desire Contenti                                          | Jana Gegner                                    |
| 500m Sprint         | Erika Zanetti                                                   | Jana Gegner                                              | Desire Contenti                                |
| 10.000m Puntenkoers | Simona di Eugenio                                               | Mareike Thum                                             | Sabine Berg                                    |
| 15.000m Afvalkoers  | Sabine Berg                                                     | Elma de Vries                                            | Mareike Thum                                   |
| 42.195m Marathon    | Sabine Berg                                                     | Laura Lardani                                            | Elma de Vries                                  |
| 5000m Aflossing     | Italië Arianna Arcidiacono Francesca Lollobrigida Erika Zanetti | Nederland Manon Kamminga Bianca Roosenboom Elma de Vries | Duitsland Sabine Berg Jana Gegner Tina Strüver |

### Medaillespiegel
| Plaats | Land      | Goud | Zilver | Brons | Totaal |
| 1      | Italië    | 11   | 10     | 8     | 29     |
| 2      | België    | 5    | 2      | 0     | 7      |
| 3      | Duitsland | 4    | 4      | 6     | 14     |
| 4      | Nederland | 2    | 6      | 3     | 11     |
| 5      | Frankrijk | 2    | 2      | 3     | 7      |
| 6      | Spanje    | 0    | 0      | 4     | 5      |
| Totaal | Totaal    | 24   | 24     | 24    | 72     |

Pico 1989 · 
Inzell 1990 · 
Pineto 1991 · 
Acireale 1992 · 
Valence d'Agen 1993 · 
Pamplona 1994 · 
Praia da Vitória 1995 · 
Saint-Brieuc 1996 · 
Roseto 1997 · 
Coulaines 1998 · 
Zandvoorde 1999 · 
Latina 2000 · 
Paços de Ferreira 2001 · 
Valence d'Agen 2002 · 
Padua 2003 · 
Heerde/Groningen 2004 · 
Juterborg 2005 · 
Cassano d'Adda 2006 · 
Oporto 2007 · 
Gera 2008 · 
Oostende 2009 · 
San Benedetto del Tronto 2010 ·
Heerde/Zwolle 2011 · 
Szeged 2012 · 
Almere 2013 · 
Geisingen 2014 · 
Wörgl/Innsbruck 2015 ·
Heerde/Steenwijk 2016 · 
Lagos 2017 · 
Oostende 2018 · 
Pamplona 2019 · 
Canelas 2021 · 
L'Aquila 2022 · 
Valence d'Agen 2023 · 
Oostende 2024